# Polystichum otophorum
Polystichum otophorum là một loài thực vật có mạch trong họ Dryopteridaceae. Loài này được (Franch.) Bedd. miêu tả khoa học đầu tiên năm 1892.